# Buste du cardinal Guido Bentivoglio
Le Buste du cardinal Guido Bentivoglio est une sculpture en marbre réalisée aux alentours de 1640. Initialement attribué au sculpteur flamand François Duquesnoy, le sculpteur du buste est aujourd'hui considéré comme inconnu. La sculpture se trouve à la Galerie nationale d'Irlande.

## Description

### Création
Le Buste du cardinal Guido Bentivoglio est une sculpture en marbre réalisée après 1638, peut-être vers 1641,. Autrefois attribuée au sculpteur flamand François Duquesnoy, l’œuvre est aujourd'hui vue comme la réalisation d'un artiste inconnu, actif à Rome dans les années 1630,. La sculpture se trouve actuellement à la Galerie nationale d'Irlande.

### Sujet
Guido Bentivoglio a été nonce à Bruxelles de 1607 à 1615. Il s'est ensuite vu confier le poste de cardinal protecteur de la France à Rome. À Rome, il entre en contact avec les artistes Pierre Paul Rubens et Antoine van Dyck, qui appartiennent au même cercle que François Duquesnoy. Bentivoglio était un mécène des artistes flamands à Rome. Il fut également un collaborateur intime du pape Urbain VIII. Duquesnoy était devenu le protégé du pape en 1626.

### Aspects artistiques
La composition du buste est relativement statique. Les détails sont soigneusement sculptés, tels que les poches sous les yeux du cardinal. Le modèle posant pour la sculpture a été identifié en comparant le buste avec un portrait de Guido Bentivoglio peint par le peintre flamand Antoine Van Dyck.